# Halowe Mistrzostwa Czech w Lekkoatletyce 1998
Halowe Mistrzostwa Czech w Lekkoatletyce w 1998 – halowe zawody lekkoatletyczne organizowane przez Český atletický svaz, które odbyły się 14 i 15 lutego w Pradze.

## Rezultaty
| PB - rekord życiowy \| SB - najlepszy wynik w sezonie \| NR – halowy rekord kraju |

### Mężczyźni
| Konkurencja:              | 1. miejsce                                                            | Rezultat | 2. miejsce                                                        | Rezultat | 3. miejsce                                                            | Rezultat |
| Bieg na 60 m              | Martin Morkes Radek Řechka                                            | 6,77     | –                                                                 | –        | Ludvík Bohman                                                         | 6,85     |
| Bieg na 200 m             | Martin Morkes                                                         | 21,34    | Radek Zachoval                                                    | 21,80    | Roman Zubek                                                           | 22,14    |
| Bieg na 400 m             | Jan Poděbradský                                                       | 46,78    | Michal Škvára                                                     | 48,04    | Radek Votava                                                          | 48,12    |
| Bieg na 800 m             | Karel Znojil                                                          | 1:52,22  | Filip Jedlík                                                      | 1:52,64  | Michal Šneberger                                                      | 1:52,66  |
| Bieg na 1500 m            | Michael Nejedlý                                                       | 3:49,96  | Martin Jareš                                                      | 3:51,98  | Radim Matyáš                                                          | 3:53,06  |
| Bieg na 3000 m            | Michael Nejedlý                                                       | 8:09,30  | Zdeněk Forster                                                    | 8:12,56  | Petr Pícha                                                            | 8:14,53  |
| Bieg na 60 m przez płotki | Tomáš Dvořák                                                          | 7,80     | Jan Grabmüller                                                    | 7,96     | Roman Šebrle                                                          | 7,97     |
| Sztafeta 4 × 200 m        | Dukla Praha Martin Morkes Michal Škvára Ludvík Bohman Jan Poděbradský | 1:26,47  | Dukla Praha B Roman Zubek Radek Zachoval Jan Hanzl Jaroslav Teplý | 1:30,07  | AC Pardubice Karel Hermann Lukáš Drbohlav Lukáš Hermann Martin Košťál | 1:31,62  |
| Skok wzwyż                | Tomáš Janků                                                           | 2,30     | Jan Janků                                                         | 2,22     | Milan Čermák                                                          | 2,15     |
| Skok o tyczce             | Martin Kysela                                                         | 5,50     | Petr Špaček                                                       | 5,40     | Štěpán Janáček                                                        | 5,30     |
| Skok w dal                | Milan Kovář                                                           | 7,89     | Roman Šebrle                                                      | 7,79     | Roman Orlík                                                           | 7,77     |
| Trójskok                  | Martin Sýkora                                                         | 15,47    | David Honzík                                                      | 15,14    | Josef Marek                                                           | 15,14    |
| Pchnięcie kulą            | Miroslav Menc                                                         | 20,09    | Petr Stehlík                                                      | 18,30    | Richard Navara                                                        | 17,04    |
| Siedmiobój                | Roman Šebrle                                                          | 6132     | Tomáš Dvořák                                                      | 5671     | Jiří Ryba                                                             | 5648     |

### Kobiety
| Konkurencja:              | 1. miejsce                                                                    | Rezultat | 2. miejsce                                                                    | Rezultat | 3. miejsce                                                                    | Rezultat |
| Bieg na 60 m              | Zdeňka Mušínská                                                               | 7,55     | Pavlína Dlouhá                                                                | 7,57     | Gabriela Švecová                                                              | 7,62     |
| Bieg na 200 m             | Hana Benešová                                                                 | 23,61    | Zuzana Peichlová                                                              | 25,34    | Lenka Ostravská                                                               | 25,37    |
| Bieg na 400 m             | Jitka Burianová                                                               | 54,19    | Martina Morawska                                                              | 55,73    | Denisa Glozarová                                                              | 56,80    |
| Bieg na 800 m             | Ludmila Formanová                                                             | 2:00,69  | Eva Kasalová                                                                  | 2:01,88  | Michaela Nová                                                                 | 2:09,07  |
| Bieg na 1500 m            | Michaela Kutišová                                                             | 4:22,40  | Jana Biolková                                                                 | 4:24,14  | Lenka Švaňhalová                                                              | 4:27,29  |
| Bieg na 3000 m            | Andrea Šuldesová                                                              | 9:09,98  | Helena Volná                                                                  | 9:46,28  | Petra Drajzajtlová                                                            | 9:52,96  |
| Bieg na 60 m przez płotki | Andrea Novotná                                                                | 8,31     | Nikola Špinová                                                                | 8,36     | Helena Vinařová                                                               | 8,56     |
| Sztafeta 4 × 200 m        | USK Praha Zuzana Peichlová Martina Morawska Kateřina Nekolná Gabriela Švecová | 1:40,98  | Slavia Praha Martina Blažková Andrea Votočková Dagmar Votočková Lucie Hošková | 1:42,39  | Sokol České Budějovice Petra Smržová Klára Dubská Edita Švarcová Dana Vaňková | 1:43,82  |
| Skok wzwyż                | Zuzana Kováčiková                                                             | 1,87     | Inge Janků                                                                    | 1,87     | Romana Bělocká                                                                | 1,84     |
| Skok o tyczce             | Daniela Bártová                                                               | 4,43     | Šárka Mládková                                                                | 4,00     | Pavla Hamáčková                                                               | 3,90     |
| Skok w dal                | Jana Fáberová                                                                 | 6,22     | Martina Žabková                                                               | 6,18     | Helena Vinařová                                                               | 6,01     |
| Trójskok                  | Šárka Kašpárková                                                              | 14,75    | Eva Doležalová                                                                | 12,96    | Magdaléna Nedvědová                                                           | 12,85    |
| Pchnięcie kulą            | Zdeňka Šilhavá                                                                | 15,72    | Lucie Vrbenská                                                                | 15,46    | Jitka Svatošová                                                               | 15,24    |
| Pięciobój                 | Helena Vinařová                                                               | 4299     | Jana Klečková                                                                 | 4206     | Michaela Hejnová                                                              | 3940     |